# Turbina inopinata
Espèce
Statut de conservation UICN

 CR D : 
En danger critique
Turbina inopinata est une espèce de plantes à fleurs de la famille des Convolvulaceae.
C’est une liane endémique de Nouvelle-Calédonie.
Le genre Turbina existe surtout en Amérique et en Afrique. Turbina inopinata est la seule espèce du genre Turbina qui pousse dans le Pacifique.

## Aspect et forme générale
Cette plante est une liane robuste. Elle est proche des volubilis cultivés. À l’état naturel, elle peut vivre longtemps et le tronc de la liane fait alors près de 5 à 8 cm de diamètre. De ses tiges coule un latex blanc.

## Taille
Comme toutes les lianes, il est difficile de parler d’une taille maximum, mais elle peut se développer sur une grande longueur en s’accrochant au sommet de la voûte des arbres environnants.

## Écorce
De couleur beige clair, elle est légèrement fissurée et crevassée. Elle possède de nombreuses lenticelles qui ressemblent à des pustules. Sur les jeunes pousses, l’écorce est plus foncée, « couleur chocolat ».

## Feuilles
Les feuilles sont peu épaisses et étroites. Les jeunes feuilles ont la forme d’une lance, leur couleur est vert foncé, leur longueur est de 5 cm et leur largeur de 1 cm. Adultes, elles ont la forme d’un cœur, une teinte vert pale et font 5 cm de large. Les nervures sont rayonnantes.

## Fleurs
L’espèce possède de belles fleurs rose fuchsia de 7 à 8 cm de diamètre, de la forme des fleurs de liseron. Les étamines et le pistil sont jaune foncé et dépassent largement de la fleur.

## Reproduction
Les fleurs sont fugaces, mais le plant fleurit presque toute l’année. Les graines germent facilement. Cependant, la plante élevée en dehors de la forêt sèche meurt au bout de quelques années sans que l’on sache exactement pourquoi (raison climatique ?).
Le fruit est rond, dur et possède 4 loges. Il repose sur les sépales de la fleur, placés en forme d’étoile.

## Place dans la forêt sèche
Cette liane est l’une des merveilles des forêts sèches calédoniennes. Décrite en 1870 à Païta, elle a été redécouverte dans les années 75 dans une forêt sèche de Pouembout. Le chercheur qui l’a nommé l’a appelé Turbina inopinata pour marquer sa surprise face à cette magnifique fleur. Actuellement elle n’est connue que dans quelques parcelles de forêt sèche de la région de Poya et Pouembout.